# 1923年カルビン・クーリッジ大統領就任式
第30代アメリカ合衆国大統領のカルビン・クーリッジの1回目の就任式は、前任のウォレン・G・ハーディングの死の翌日の1923年8月3日金曜にバーモント州プリマス・ノッチのクーリッジ・ホームステッドで行われた。これは史上6度目となる臨時の就任式であり、カルビン・クーリッジの最初の大統領任期（1年213日）の始まりであった。大統領就任宣誓は新大統領の父でバーモント州の公証人・治安判事のジョン・カルビン・クーリッジ・シニアにより執り行われた。1923年8月21日火曜、クーリッジはワシントンD.C.のウィラード・ホテルでコロンビア特別区連邦地方裁判所陪席判事のアドルフ・A・ヘーリング・ジュニアにより再度就任宣誓を行った。

## 1923年8月2日-3日深夜
当時、電気も電話もなかったバーモント州の実家を訪れていたクーリッジ副大統領はハーディングの死を伝達人により知らされた。クーリッジは新大統領として宣誓し、外に集まった記者達に挨拶するつもりであった。クーリッジは2階の寝室で着替え、祈りを捧げた後に1階に降りた。
クーリッジの妻のグレースや下院議員のポーター・H・デールを含む少数の傍聴者の前で、父でバーモント州公証人・治安判事のジョン・カルビン・クーリッジ・シニアにより就任宣誓が執り行われた。1923年8月3日午前2時47分、ジョン・クーリッジ宅の応接室で灯油ランプの明りの中で宣誓が行われ、クーリッジ大統領はその後ベッドに戻った。
デールは上院議員選挙運動中にハーディングの訃報を聞いた。デールは記者のジョー・ファウンテン、スプリングフィールドのアメリカ在郷軍人会支部長のハーバート・P・トンプソン、労働組合幹部のL・L・レーンと共にクーリッジ宅に向かった。デールはクーリッジにハーディングの死を確実に知らせ、自身が可能なあらゆる支援をするつもりであった。宣誓式に立ち合った記者はファウンテンのみであった。政権の継続性を確保するため、クーリッジを直ちに宣誓することを執拗に提案したのはデールであった。後にデールはこの時の様子を記事にして雑誌に掲載した。この翌朝、写真家のために式典が再現された。この場所は現在は州立公園となっている。
バーモント州の連邦保安官であるアルバート・W・ハーヴェイはクーリッジの宣誓から約3時間後にプリマスに到着した。ハーヴァイはすぐさま数人の地元民をクーリッジのボディガードとして任命した。この護衛たちはボストンのシークレットサービスのエージェントがクーリッジがワシントンD.C.に戻る際にラトランドで列車に追いついてその任務を引き継ぐまで彼に付き添った。

## 2度目の就任宣誓
1923年8月21日、コロンビア特別区裁判所陪席判事のアドルフ・A・ヘーリング・ジュニアによりクーリッジの2度目の宣誓が執り行われた。これは連邦政府の大統領就任宣誓を行う権限が州の役人にあるか否かが問題となったためである。アメリカ合衆国憲法では大統領任期開始時の宣誓が定められているが、宣誓挙行者については特に指定されていない。伝統的には最高裁判所長官が行うが、これは憲法上の規則ではない。ジョージ・ワシントンの1789年4月30日の宣誓の際は最高裁判所が創設されておらず、ニューヨーク州の裁判所の判事のロバート・リビングストンが宣誓挙行者を務めた。
へーリングは1932年にハリー・M・ドーハティの暴露内容を認めるまで2度目の宣誓の存在を秘密にしていた。へーリングがドーハティの話を認めた際、彼は当時司法長官を務めていたドーハティがウィラード・ホテルで宣誓を行うように要求したことを示した。へーリングはドーハティが2度目の宣誓を依頼した理由については疑問を抱かず、最初の宣誓が州の役人によって行われたことから有効か否かの疑問を解消するためであると考えた。